# Steinernes Haus (Hofgeismar)

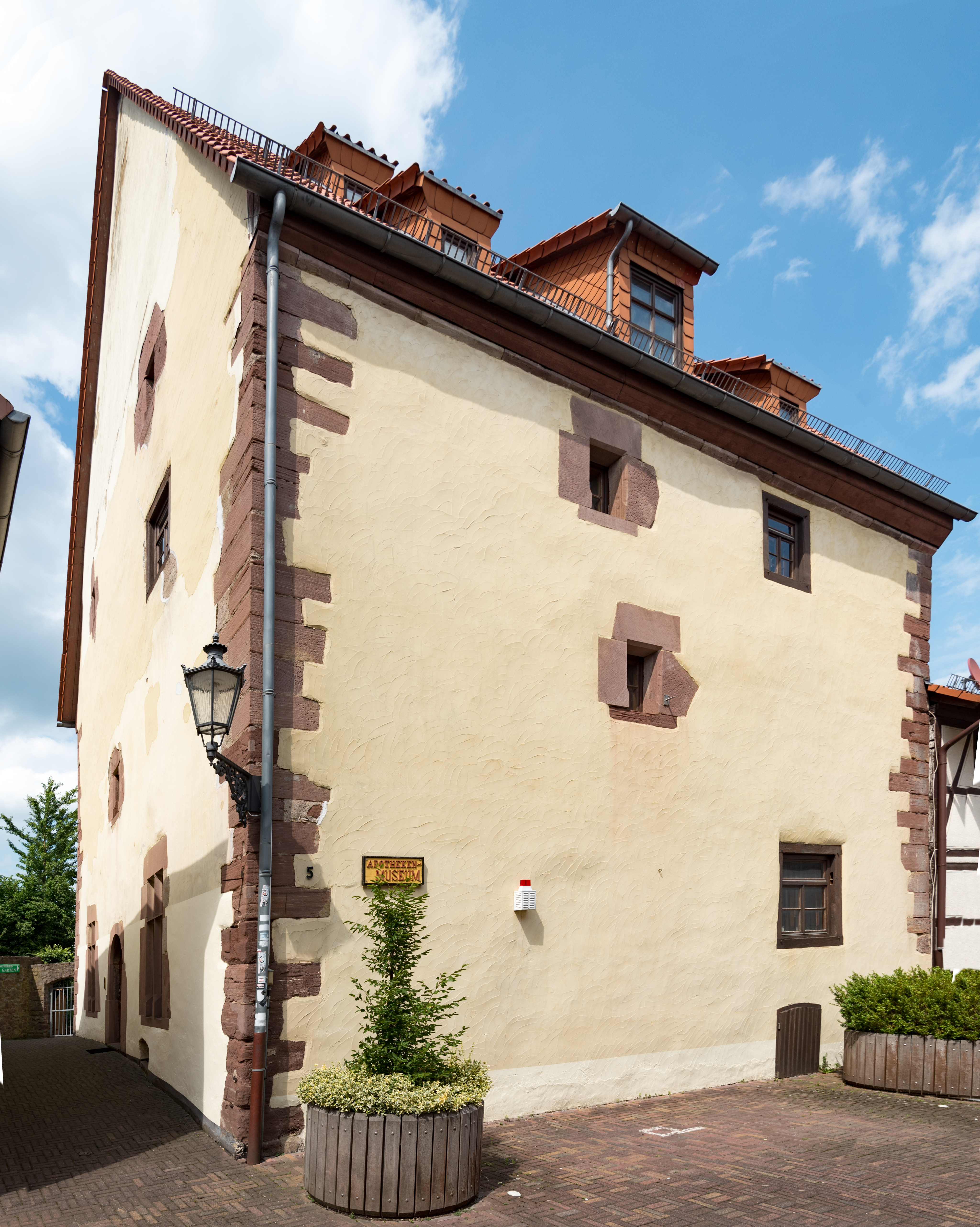
Steinernes Haus in Hofgeismar

Das sogenannte Steinerne Haus in Hofgeismar, einer Stadt im Landkreis Kassel in Nordhessen, ist ein Gebäude des späten Mittelalters. Das ehemalige Speicherhaus an der Apothekenstraße 5 ist ein geschütztes Kulturdenkmal.
Dieser letzte spätmittelalterliche Steinspeicher in Hofgeismar hat an der Giebelseite ein rundbogiges Portal und Kreuzstockfenster; die Fenstergewände sind aus Sandstein. 
Beim Umbau in den Jahren 1981/82 wurde ein rückwärtiger Anbau errichtet und das steile Dach mit Doppelreihen von Dachgauben rekonstruiert.